# Leandro Rivera
Leo Rivera (Leandro Rivera Hernández, Talavera de la Reina, Toledo, Castilla-La Mancha; 6 de julio de 1980) es un actor español.

## Biografía
Estudió Teatro Musical en Memory (Madrid) e interpretación en Black Nexxus Studio (New York) con Susan Batson. Recibe clases de interpretación de Denis Rafter, Jesús Cracio, Claudio Pascual, Ricard Reguant, Bob McAndrew (ARTE 4) y Jordan Bayne (Permission Playground, desde 2010). Además de clases de canto con Mia Paterson, María Luisa Castellanos, Emelina Rodríguez y Rachael Lawrence (Speech Level Singing, NY).
De ahí que en sus orígenes primasen en su carrera obras de teatros pertenecientes al género musical: ‘Pippi Calzaslargas' o Mamma Mia!, basada en una obra inspirada en la historia del grupo ABBA.
Dichos trabajos llamaron la atención de directores de casting como Carmen Utrilla y Luis San Narciso que lo ficharon para pequeñas colaboraciones en series como El comisario, Un paso adelante, Los 80 y El pantano.
Finalmente San Narciso apostó por él para el papel de Pablo en 7 vidas. Dicho personaje se caracteriza por su perfil de joven hipersensible, acomplejado, sexualmente frustrado y dado a la depresión; que se enamoraba de la prometida de su hermano Sergio (Santi Millán) y que, una vez asumida su resignación y aprobado el MIR, se fijaba en una joven deportista llamada Irene (Cristina Peña), por la cual incluso se llegaría a tirar con paracaídas desde un avión.
Luis San Narciso le recomendó a Pedro Almodóvar, quien contó con él en el rodaje de Volver en 2006. En ella interpretó a un auxiliar de una película encargado de encontrar un sitio para comer para todo el equipo, y que lo hallaba en un bar regentado de manera ilegal por la protagonista, Raimunda (Penélope Cruz), con la cual intentaba flirtear.
En 2006, tras el final de 7 vidas, abandonó Mamma mia!: Alejandro Vera le sustituyó. Acto seguido se incorporó a los ensayos de El mágico prodigioso, basada en la obra de Calderón de la Barca, en la que tuvo de compañeros a Jacobo Dicenta y Xabier Elorriaga.
En el 2007 interpretó a Mario en el musical Hoy no me puedo levantar, en el Teatro Movistar en la Gran Vía de Madrid, que compaginó durante unos meses con el Programa de Telecinco Caiga Quien Caiga, las grabaciones de la serie Sin tetas no hay paraíso y la obra de teatro Olvida los Tambores de Ana Diosdado, dirigida por Víctor Conde.
Durante 2007 y hasta 2009 formó parte del elenco de la obra de teatro Olvida los tambores, la que se representó en dos ocasiones en Madrid (en el Teatro La Latina y en el Teatro Amaya) y gira por España.
En 2009 grabó la película Mami Blue de Miguel Ángel Calvo Buttini y aparece en algunos capítulos de la serie Maitena: Estados alterados. También participa en el corto Lesbos Invaders From Outer Space. Desde enero hasta junio del 2010 formó parte del elenco de la obra de teatro La ratonera de Agatha Christie y dirigida por Víctor Conde en el Teatro Reina Victoria de Madrid.
En 2011, representa el musical Avenue Q en el Teatro Nuevo Apolo de Madrid (desde el 14 de enero en el Nuevo Teatro Alcalá), con el cual recibió el Premio como Mejor Actor de Reparto en los Premios del Teatro Musical.
En 2012 aparece en un capítulo de Con el culo al aire, de Antena 3 y forma parte del reparto del musical El último jinete. También tiene una pequeña aparición en la película Como estrellas fugaces, de Annarita di Francisca.
En 2013 protagoniza la obra de teatro Burundanga en el Teatro Lara y meses después el musical de Hombres G, Marta tiene un marcapasos, que compagina con la serie Vive Cantando, hasta 2014. También protagoniza la película de Óscar María Ramos, A prueba de bombas.
En noviembre de 2014, protagoniza la obra de teatro Más apellidos vascos y ese mismo año también le vemos en Y mi mamá también, obra para microteatro.
Entre 2015 y 2016 participa en la serie de Cuatro Gym Tony, el corto Fuera de foco y se incorpora como cover de Ignasi Vidal en El Cabaret de los Hombres Perdidos.
En 2016 tiene una pequeña aparición en la película Zona Hostil y hasta 2017 aparece en algunos sketches de Corto y Cambio de Comedy Central.
Entre 2016 y 2017 protagoniza la obra de teatro El secuestro, de Fran Nortes. y al terminar esta, le vimos en la obra Orgasmos durante unos meses. En 2017 y 2018 formó parte de dos musicales, La Bella Helena para el Festival de Mérida y La Cantante.
En 2018 se une a la obra de teatro Bang Bang! y ese mismo año forma parte de Lehman Trilogy dirigida por Sergio Peris-Mencheta con la cual gira hasta 2019 para después protagonizar Escape Room en el Teatro Fígaro de Madrid. En 2019 se estrena la película Reevolution de David Sousa, realizada con un presupuesto de 6.000 euros y que obtuvo el Premio récord del mundo al mejor valor de producción. Ese mismo año forma parte de la serie para Disney Channel, Flipante Noa y también de Wake Up para Playz. Además de algunas apariciones en capítulos de las series Hospital Valle Norte y Centro Médico.
En 2020 aparece en dos capítulos de la serie Madres. Amor y vida. En 2021 estrena la obra de teatro Lotto en el Teatro Reina Victoria, que estará en el cartel del Teatro Reina Victoria hasta mayo 2022.
A principios de 2022 adapta y protagoniza la obra Yo Soy Hamlet en el Teatro Renia Victoria junto a Gabriel Olivares (también director) que compagina con Escape Room (en el Fígaro hasta junio y entre septiembre y octubre con su gira). En agosto vuelve al Festival de Mérida de nuevo con el musical El Aroma de Roma.
En 2023 compagina diferentes obras de teatros: continúa con Yo Soy Hamlet y Lotto; estrena El Nombre y El Crédito; y regresa a Burundanga. Entre junio y julio está en el Teatro Reina Victoria con El Aroma de Roma. En septiembre estrena el musical en Madrid de School of Rock. Además aparece en varios capítulos de la serie de RTVE 4 Estrellas.
En 2024 protagonizará 50 sombras, el musical y continuará con Lotto, El Nombre y El Crédito.

## Filmografía

### Series de televisión
- El pantano (2003)
- Los 80 (2004)
- Un paso adelante (2004)
- El comisario (2004-2005)
- 7 vidas (2005-2006)
- Sin tetas no hay paraíso (2008-2009)
- Maitena: Estados alterados (2009)
- Con el culo al aire (2012)
- Vive cantando (2013-2014)
- Gym Tony (2015-2016)
- Corto y cambio (2016-2017)
- Centro médico (2017)
- Wake Up (2018)
- Flipante Noa (2019)
- Hospital Valle Norte (2019)
- Madres. Amor y vida (2020)
- 4 Estrellas (2023)

### Programas de televisión
- El desafío bajo cero (2006)
- Caiga quien caiga (2007-2008)
- Me resbala (2016)
- El gran reto musical (2017)

### Largometrajes
- Volver (Pedro Almodóvar, 2006)
- Mami Blue (Miguel Ángel Calvo Buttini, 2010)
- Como estrellas fugaces (Annarita di Francisca, 2012)
- A prueba de bombas (Óscar María Ramos, 2013)
- Reevolution (David Sousa Moreau y Frederic Tort, 2014)
- Zona Hostil (Adolfo Martín, 2016)

### Cortometrajes
- Libertad está casada (Oskar Ramos, 2003)
- Lesbos Invaders From Outer Space (Victor Conde, 2009)
- Fuera de foco (Esteban Ciudad y José Manuel Montes, 2015)

### Teatro
- Pipi Calzaslargas de Sebastian & Gothestam (Ricard Reguant, 2001-2002)
- Mamma Mia! de Benny Anderson & Björn Ulvaeus (Paul Garrington, 2004-2005)
- El mágico prodigioso de Calderón de la Barca (Juan Carlos Pérez de la Fuente, 2006)
- Hoy no me puedo levantar (Nacho Cano, 2007)
- Olvida los tambores de Ana Diosdado (Víctor Conde, 2007-2009)
- La ratonera de Agatha Christie (Víctor Conde, 2010)
- Avenue Q (Yllana, 2010-2011)
- El Último Jinete (Víctor Conde, 2012)
- Marta tiene un marcapasos (Borja Manso, 2013-2014)
- Burundanga. El final de una banda (Gabriel Olivares, 2013/2023)
- Y mi mamá también (microteatro, Zenón Recalde, 2015)
- Más apellidos vascos (Gabriel Olivares, 2015)
- El cabaret de los hombres perdidos (Víctor Conde, 2015-2016)
- El secuestro (Gabriel Olivares, 2016)
- Orgasmos (Óscar Contreras, 2017)
- La Cantante (Jaime Pujol y Diego Braguinsky, 2017-2018)
- La Bella Helena (Ricard Reguant, 2017-2018)
- Bang Bang! (Martín Gervasoni, 2018)
- Lehman Trilogy (Sergio Peris-Mencheta, 2018-2019)
- Escape Room (Joel Joan y Héctor Claramunt, 2020-2022)
- Lotto (Gabriel Olivares, 2021-Actualmente)
- Yo Soy Hamlet (Gabriel Olivares, 2022-2023)
- El Aroma de Roma (Woody Aragón, 2022-2023)
- El Nombre (Gabriel Olivares, 2023-Actualmente)
- El Crédito (Gabriel Olivares, 2023-Actualmente)
- School of Rock (Andrew Lloyd Webber, 2022-2023)
- 50 sombras, el musical (Matteo Gastaldo, 2024)